# Bridgnorth Cliff Railway
Bridgnorth Cliff Railway, der også kaldes Bridgnorth Funicular Railway eller Castle Hill Railway, er en kabelbane i byen Bridgnorth i Shropshire, England. Kabelbanen forbinder de to bydele i Bridgnorth, Low Town ved floden Severn og High Town ved ruinerne af Bridgnorth slot. 
Kabelbanen er en af de stejleste kabelbaner i Storbritannien og opslag ved topstationen hævder, at banen er både den stejleste og korteste i landet, men dette er ikke dokumenteret. Det ligger til gengæld fast, at banen er den eneste kabelbane i England, som ikke er placeret ved kysten.

## Historie

### Banens start
På et lokalt møde i Bridgnorth i 1890 blev det drøftet, hvorledes der kunne etableres en nemmere kontakt mellem den øvre og den nedre bydel end den 200-trins trappe, som fodgængere indtil da måtte bruge. Her blev der fremsat forslag om at anlægge en kabelbane på kanten af den stejle sandstenklippe nær floden. Byrådet sagde god for ideen. Snart lå planerne klar til linjen og The Bridgnorth Castle Hill Railway Company Ltd blev etableret i 1891. Bygningen af banen blev påbegyndt den 2. november 1891 og den 7. juli 1892 kunne byens borgmester klippe snoren og indvie banen.
Oprindeligt blev banen drevet efter vægtstangsprincippet, hvor to indbyrdes forbundne vogne på skift fyldes med vand, så den øverste og tungeste trækker dem begge til banens modsatte ende. Det var et langsommeligt system, idet vandtankene rummede 11,5 ton, der hver gang skulle pumpes fra den nederste vogn til den øverste.

### Ombygning
I årene 1943-44 blev anlægget ombygget til elektrisk drift og blev gen-indviet den 9. maj 1944 af byens borgmester. I 1955 blev de oprindelige – og tunge – trævogne udskiftet til en stærkere, lettere, smartere og mere moderne model i aluminium, som stadig er i brug. Hver vogn kan rumme op til 18 passagerer.
Skinnerne blev udskiftet i 1972 og er i dag af samme type jernbaneskinner, som også anvendes på de almindelige jernbanestrækninger.

### Banen i nutiden
Kabelbanen er i dag en vigtig del af Bridgnorths infrastruktur og kører 362 dage om året med passagerer mellem de to bydele. Hver tur tager ca. 1½ minut og det daglige passagertal ligger på omkring 200 i gennemsnit.

## Tekniske data
Kabelbanen har følgende tekniske specifikationer:
- Længde: 61 meter
- Højdeforskel fra bund til top: 34 meter
- Max. stigning: 64%
- Antal vogne: 2
- Kapacitet: 18 passagerer pr. vogn
- Banetype: Dobbeltsporet
- Sporvidde: 1,067 meter
- Drivkraft: Elektricitet
- Driftform: Manuelt styret fra topstationen

Banen er privatejet og drives af det private selskab The Bridgnorth Castle Hill Railway Company Limited, som blev stiftet den 5. oktober 1891.

## Links
- Wikimedia Commons har flere filer relateret til Bridgnorth Cliff Railway
- Banens hjemmeside
- BBC Shropshireartikel
- Kabelbanen på Lift-World

52°32′2.4″N 2°25′1.2″V / 52.534000°N 2.417000°V